# Andronowo (wiepriewskij sielsowiet, rejon wołogodzki)
Andronowo (ros. Андроново) – wieś w Rosji, w rejonie wołogodzkim obwodu wołogodzkiego. W 2010 r. liczyła 5 mieszkańców.